# Alfréd Wetzler
Alfréd Wetzler (geboren 10. Mai 1918 in Trnava, Österreich-Ungarn; gestorben 8. Februar 1988 in Bratislava, Tschechoslowakei) war ein slowakischer Jude und einer der wenigen Häftlinge, denen es gelang, aus dem Vernichtungslager KZ Birkenau (Auschwitz II) auszubrechen. Seine gemeinsamen Aussagen mit Rudolf Vrba führten zum Vrba-Wetzler-Report (in den USA Teil der Auschwitz Protocols), der die westlichen Alliierten sehr präzise über die deutsche Vernichtungsmaschinerie informierte. Wetzler wurde 1942 Häftling in Auschwitz-Birkenau, wurde wie Vrba ein Funktionshäftling und entfloh mit Vrba am 7. April 1944. 1945 publizierte er in Košice ein Buch „Auschwitz, Grab von 4 Millionen Menschen“, das auch den gesamten Vrba-Wetzler-Bericht enthält.

## Leben

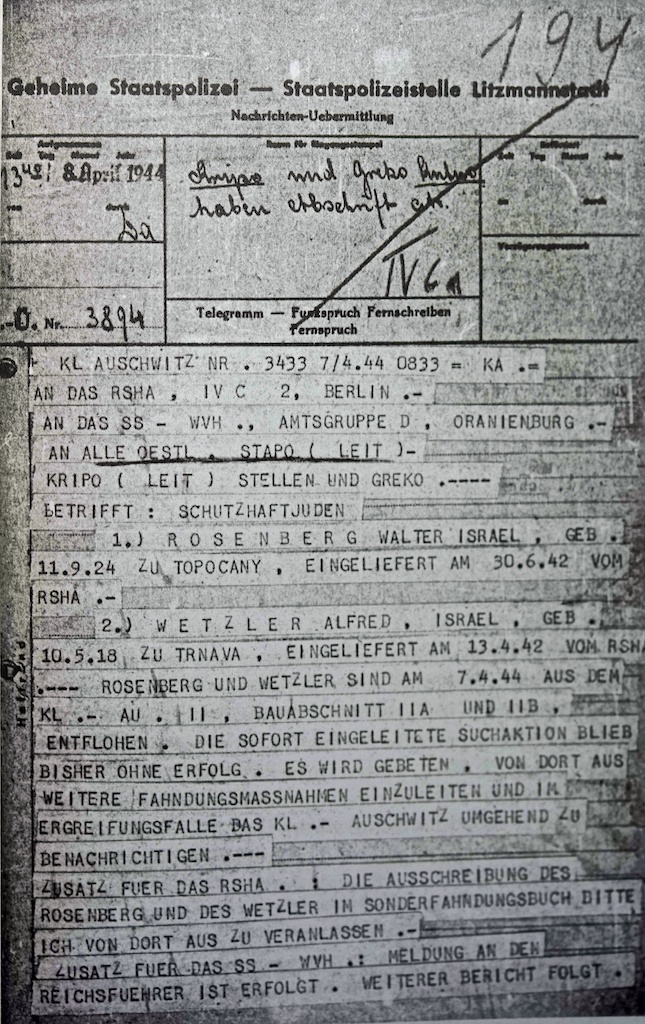
Interne Meldung der SS über die Flucht (1944)

Alfred „Fred“ Wetzler wuchs in der Kleinstadt Trnava auf. Aufgrund seiner jüdischen Abstammung wurde er 1942 verhaftet und in das Lager Sered in der südlichen Slowakei verbracht. Am 13. April 1942 wurde er in das Konzentrationslager Auschwitz verlegt. Wetzler erhielt die Häftlingsnummer 29.162.
Nach dem Krieg trat Wetzler der Kommunistischen Partei der Tschechoslowakei bei, wurde später inhaftiert und aus der Partei ausgeschlossen, dann aber wieder rehabilitiert. Er arbeitete als Redakteur bei einer slowakischen Zeitung in Bratislava. 1964 war er Zeuge im ersten Frankfurter Auschwitzprozess.
Im Jahre 2007 erhielt er postum den in Erinnerung an Milan Rastislav Štefánik gestifteten Slowakischen Orden (Kríž Milana Rastislava Štefánika).

## Schriften
- unter dem Pseudonym Jozef Lánik: Was Dante nicht sah. Roman. Aus dem Slowakischen übersetzt von Erich Mehnert. Überarbeitete Neuauflage: Nausner & Nausner, Graz und Wien 2007, ISBN 978-3-901402-43-2.
- unter dem Pseudonym Jozef Lánik: Escape from hell. The true story of the Auschwitz protocol. Aus dem Slowakischen übersetzt von Ewald Osers. Herausgegeben von Péter Várnai. Berghahn, New York 2007, ISBN 978-1-84545-183-7.

## Film
- Mark Hayhurst, Regie: 1944: Bomben auf Auschwitz? Doku mit Spielszenen auf der Basis historischer Zitate und Interviews mit Zeitzeugen. Deutschland, 2019, Erstsendung am 21. Januar 2020 (Informationen des Senders, Jan 2020)